# 东卡西丘陵县
东卡西丘陵县（英語：East Khasi Hills district）是印度東北部梅加拉亞邦的一個縣，面積2,752平方公里，2011年人口824,059，人口密度每平方公里299人，識字率為63.31%。
1976年10月28日，原有的卡西丘陵縣分為東卡希山縣和西卡西丘陵縣。1992年6月4日，里波伊县從东卡西丘陵縣析置。

## 外部連結
- East Khasi Hills district website （页面存档备份，存于）
- Khasi Hills Autonomous District Council website （页面存档备份，存于）
- A BBC photographer's experiences in the East Khasi Hills （页面存档备份，存于）

25°34′00″N 91°53′00″E / 25.5667°N 91.8833°E